# 多瑙河畔海恩堡

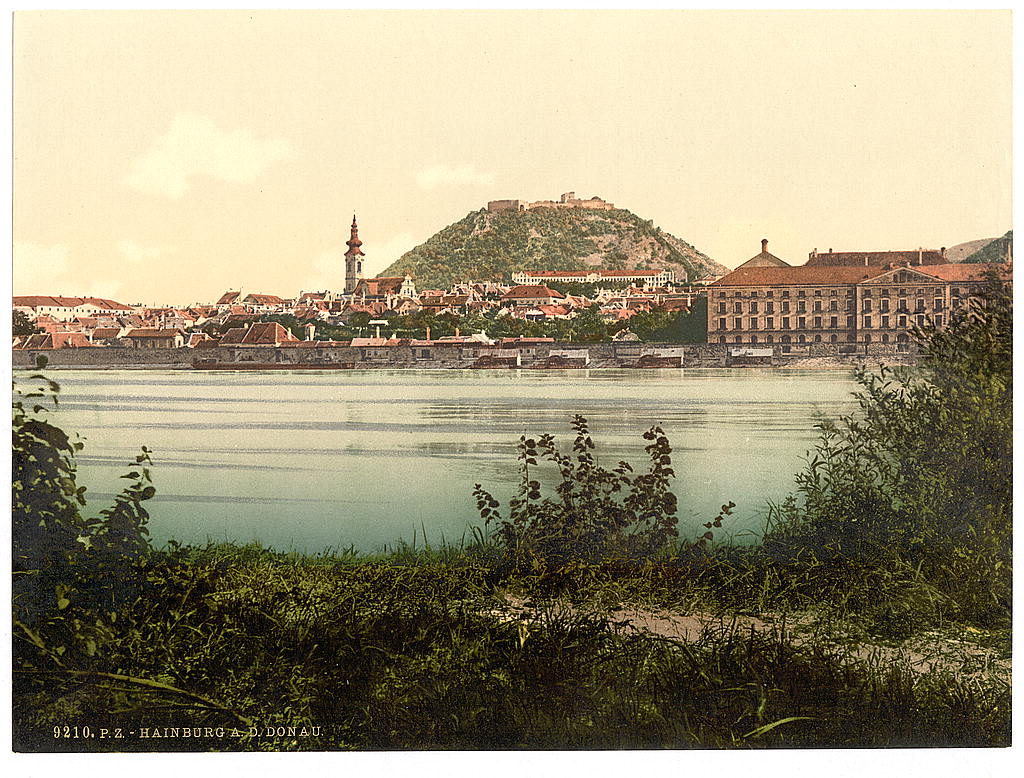

多瑙河畔海恩堡是奧地利的城鎮，位於該國東北部，距離首都維也納50公里，由下奧地利州負責管轄，面積25.05平方公里，海拔高度161米，2012年人口5,935。

## 外部連結
- Official site of the village Hainburg (German) （页面存档备份，存于）
- 'Donauauen' (English/German) （页面存档备份，存于）
- 'Wienertor' (German) （页面存档备份，存于）
- "20 years of Occupation of Hainburger Au" (German)（页面存档备份，存于）